# Cédric Revol
Cédric Revol (Saint-Martin-d'Hères, 22 de julio de 1994) es un deportista francés que compite en judo. Ganó dos medallas de bronce en el Campeonato Europeo de Judo, en los años 2022 y 2024, ambas en la categoría de –60 kg.

## Palmarés internacional
| Campeonato Europeo | Campeonato Europeo | Campeonato Europeo | Campeonato Europeo |
| Año                | Lugar              | Medalla            | Categoría          |
| ------------------ | ------------------ | ------------------ | ------------------ |
| 2022               | Sofía (Bulgaria)   | Medalla de bronce  | –60 kg             |
| 2024               | Zagreb (Croacia)   | Medalla de bronce  | –60 kg             |